# Novembre en droit
| ← Novembre → |    |    |    |    |    |    |
| 1er          | 2  | 3  | 4  | 5  | 6  | 7  |
| 8            | 9  | 10 | 11 | 12 | 13 | 14 |
| 15           | 16 | 17 | 18 | 19 | 20 | 21 |
| 22           | 23 | 24 | 25 | 26 | 27 | 28 |
| 29           | 30 |    |    |    |    |    |

## 1ernovembre
- 1814 : début du congrès de Vienne, qui durera jusqu'au 9 juin 1815. Il regroupe les adversaires de Napoléon Ier, et les plus grands diplomates de l'époque, notamment : le chancelier Klemens Wenzel von Metternich pour l'empire d'Autriche, Charles-Maurice de Talleyrand-Périgord, prince de Bénévent, délégué par Louis XVIII, pour le royaume de France, Lord Castlereagh, puis le duc Arthur Wellesley de Wellington, puis Lord Clancarty pour le Royaume-Uni de Grande-Bretagne et d'Irlande, le prince Karl August von Hardenberg et Wilhelm von Humboldt pour le royaume de Prusse, l'empereur Alexandre Ier de Russie et le comte Charles Robert de Nesselrode pour l'Empire russe, le comte Filippo Magawly Cerati et le cardinal Ercole Consalvi représentants de Pie VII, Antoine Marie Philippe Asinari de Saint-Marsan pour le royaume de Sardaigne, Anton Brignole Sale, pour la république de Gênes, annexée au royaume de Sardaigne et Carl Löwenhielm, pour le royaume de Suède.

## 3 novembre
- 1947 : décès à Rome de Santi Romano, juriste et professeur de droit italien (° 31 janvier 1875).

## 5 novembre
- 2006 -  Saddam Hussein, ancien dirigeant de l'Irak est condamné à mort par pendaison par le Tribunal spécial irakien. Il est exécuté le 30 décembre 2006.

## 16 novembre
- 1808 : en France, promulgation du Code d'instruction criminelle, ancêtre du Code de procédure pénale.

## 20 novembre
- 1959 : proclamation de la Déclaration des droits de l'enfant par l'Assemblée générale de l'Organisation des Nations unies.

## 25 novembre
- 1960 : en France, une loi double la peine minimum pour outrage public à la pudeur quand il s'agit de rapports homosexuels.

## 26 novembre
- 1857 : naissance à Saint-Édouard d'Eugène Lafontaine, juriste canadien québécois, juge en chef du Québec († 21 avril 1935 à Montréal)